# Gara Euston
Gara Euston (/juːstən/; cunoscută și sub numele de London Euston) este o gară terminus de cale ferată din centrul Londrei, situată pe Euston Road în burgul Camden, administrată de Network Rail. Acesta este capătul de sud al Magistralei West Coast dinspre Liverpool Lime Street, Manchester Piccadilly, Edinburgh Waverley și Glasgow Central. De asemenea, este gara principală pentru trenurile spre Birmingham New Street și Holyhead, de unde se poate călători cu feribotul spre Dublin. Trenuri suburbane din Euston sunt operate de London Overground pe Linia Watford DC, care este paralelă cu magistrala, până la Watford Junction. Gara se află deasupra stației de metrou Euston și foarte aproape de Euston Square, iar gările King's Cross și St Pancras se află la câteva sute de metri distanță.
Euston a fost primul terminal feroviar intercity din Londra, proiectat de către George și Robert Stephenson. Gara originală fusese proiectată de către Philip Hardwick și construită de William Cubitt, având un arc deosebit deasupra intrării în clădire. Gara a fost deschisă ca punctul terminus al companiei London and Birmingham Railway (L&BR) pe 20 iulie 1837. Euston a fost extinsă după ce L&BR a fost comasată cu alte companii pentru a forma London and North-Western Railway, ceea ce a dus la crearea Sălii Mari în 1849. Capacitatea a crescut în secolul al XIX-lea de la două la cincisprezece peroane. Gara a fost reconstruită în anii 1960, iar acest proces a dus la demolarea Arcului și a Sălii Mari, pentru a face loc noii magistrale electrificate West Coast. Controversele cauzate de această reconstrucție, dar și criticile aduse arhitecturii, continuă și astăzi. Euston rămâne o gară importantă și în secolul al XXI-lea, devenind punctul terminus al viitoarei Linii de Mare Viteză 2.
Gara este a cincea cea mai aglomerată gară din Marea Britanie și cel mai aglomerat terminal intercity de pasageri, oferind trenuri din Londra spre West Midlands, Nord-Vestul Angliei, nordul Țării Galilor și Scoția. Trenuri intercity de mare viteză sunt operate de Virgin Trains și trenuri de noapte spre Scoția sunt operate de Caledonian Sleeper, în timp ce curse regionale și de navetiști sunt asigurate de London Northwestern Railway.

## Localizare
Gara Euston se află pe partea de nord a Euston Road pe centura interioară a Londrei, între Strada Cardington și Strada Eversholt, în burgul Camden. Este una din cele 19 gări din țară care sunt administrate de Network Rail. Din 2016, este a cincea cea mai aglomerată gară în Marea Britanie și cel mai aglomerat terminal inter-city de pasageri din țară. Euston este al șaselea cel mai aglomerat terminal din Londra după intrări și ieșiri.
Există o stație de autobuz chiar în fața intrării principale pentru servicii de transport, printre care 10, 59, 73, 205 și 390.

### Vechea stație

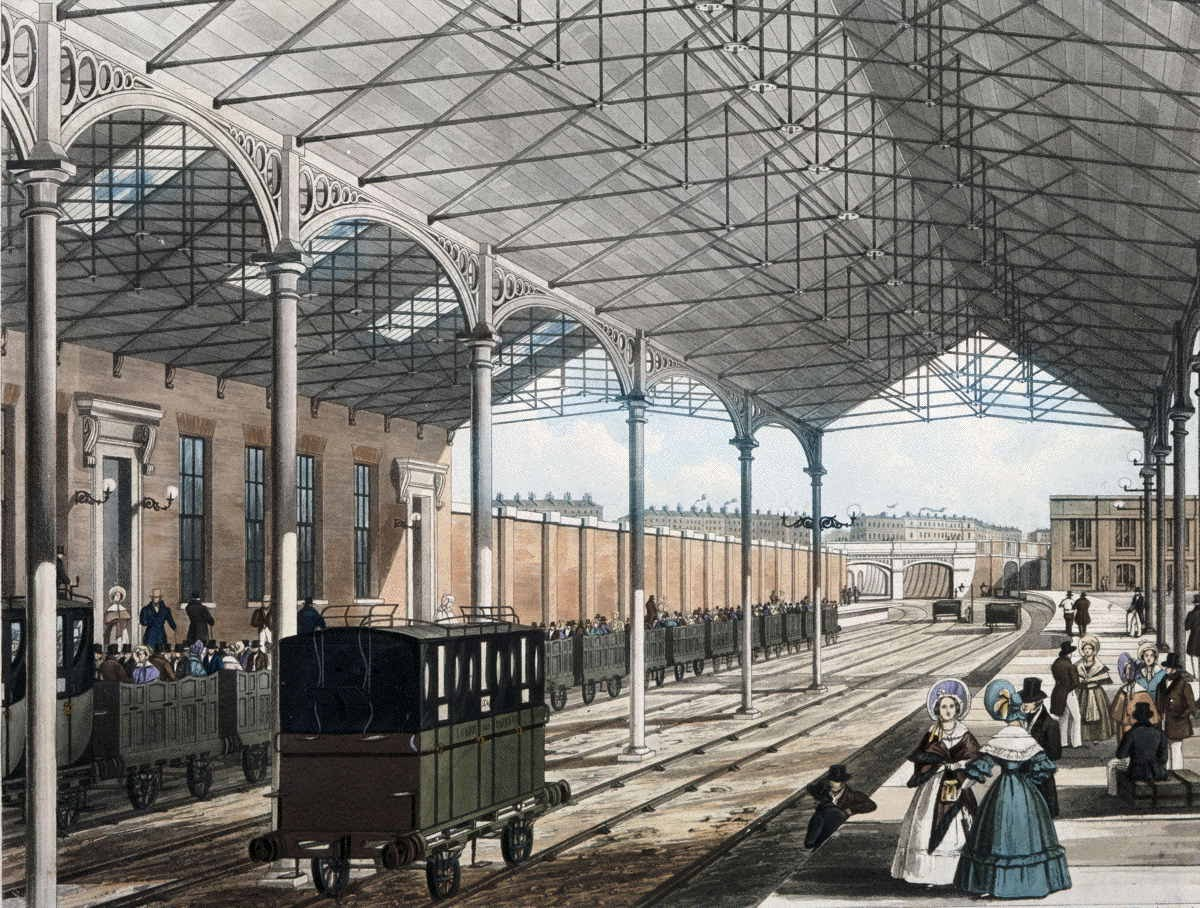
Imagine din interiorul gării Euston, în care se poate observa acoperișul din fier forjat, 1837.

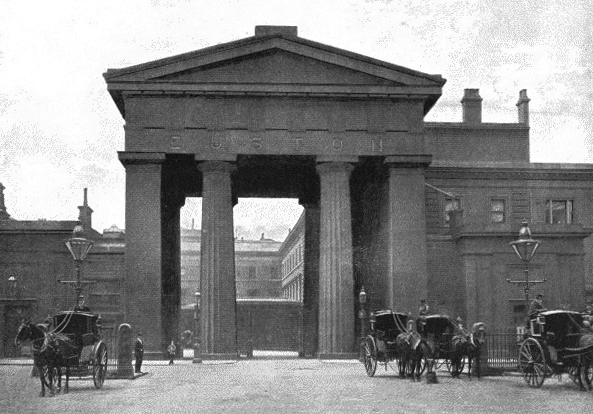
„Arcul Euston”: intrarea originală în Gara Euston (fotografiat în 1896)

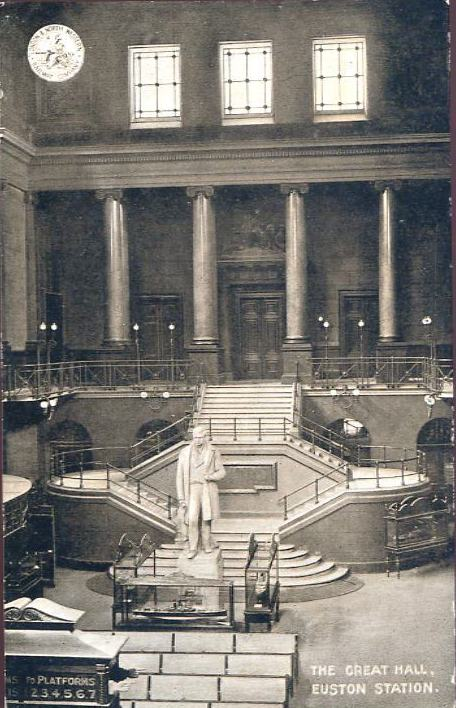
Sala Mare, Gara Euston

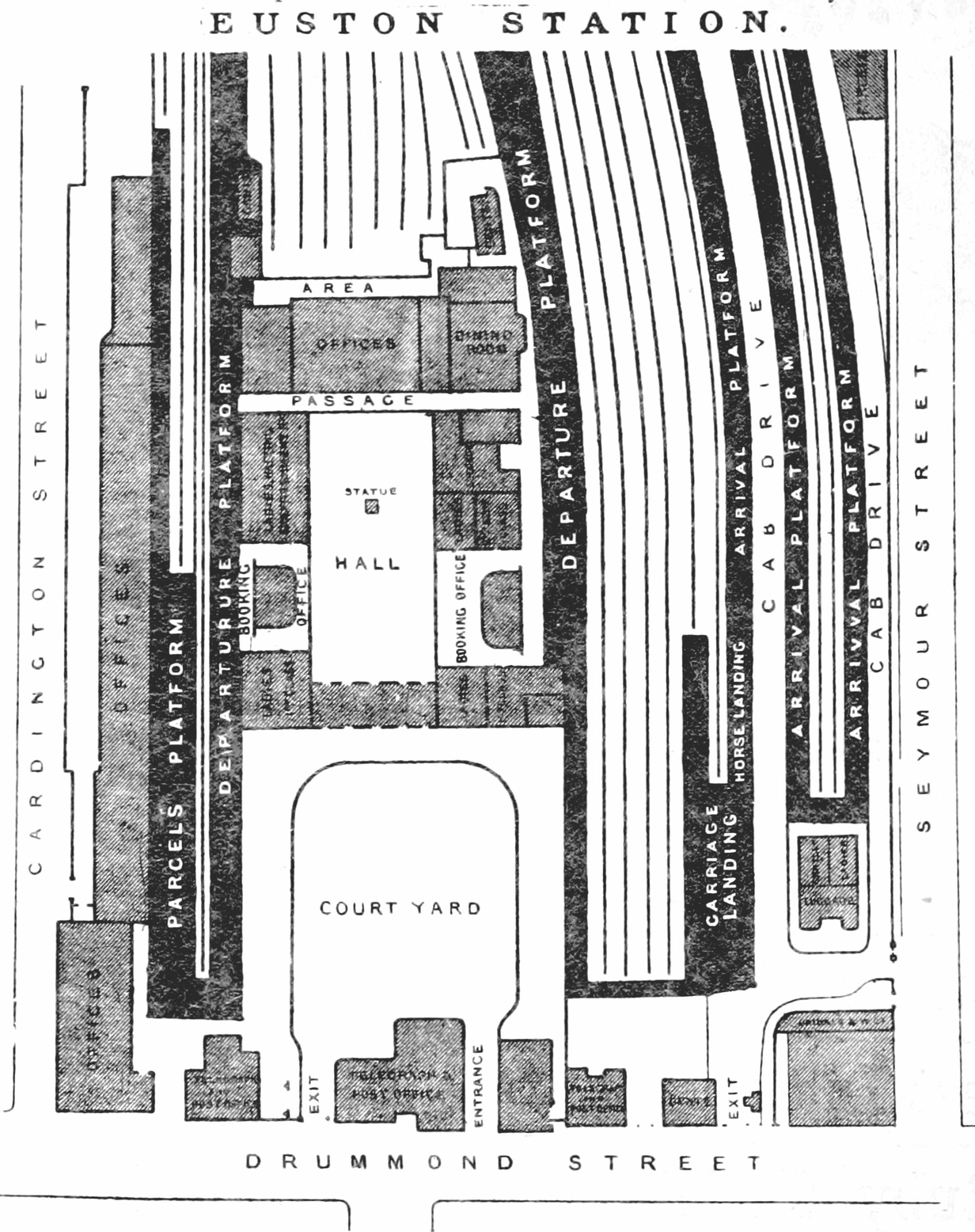
Planul de gării Euston din 1888.

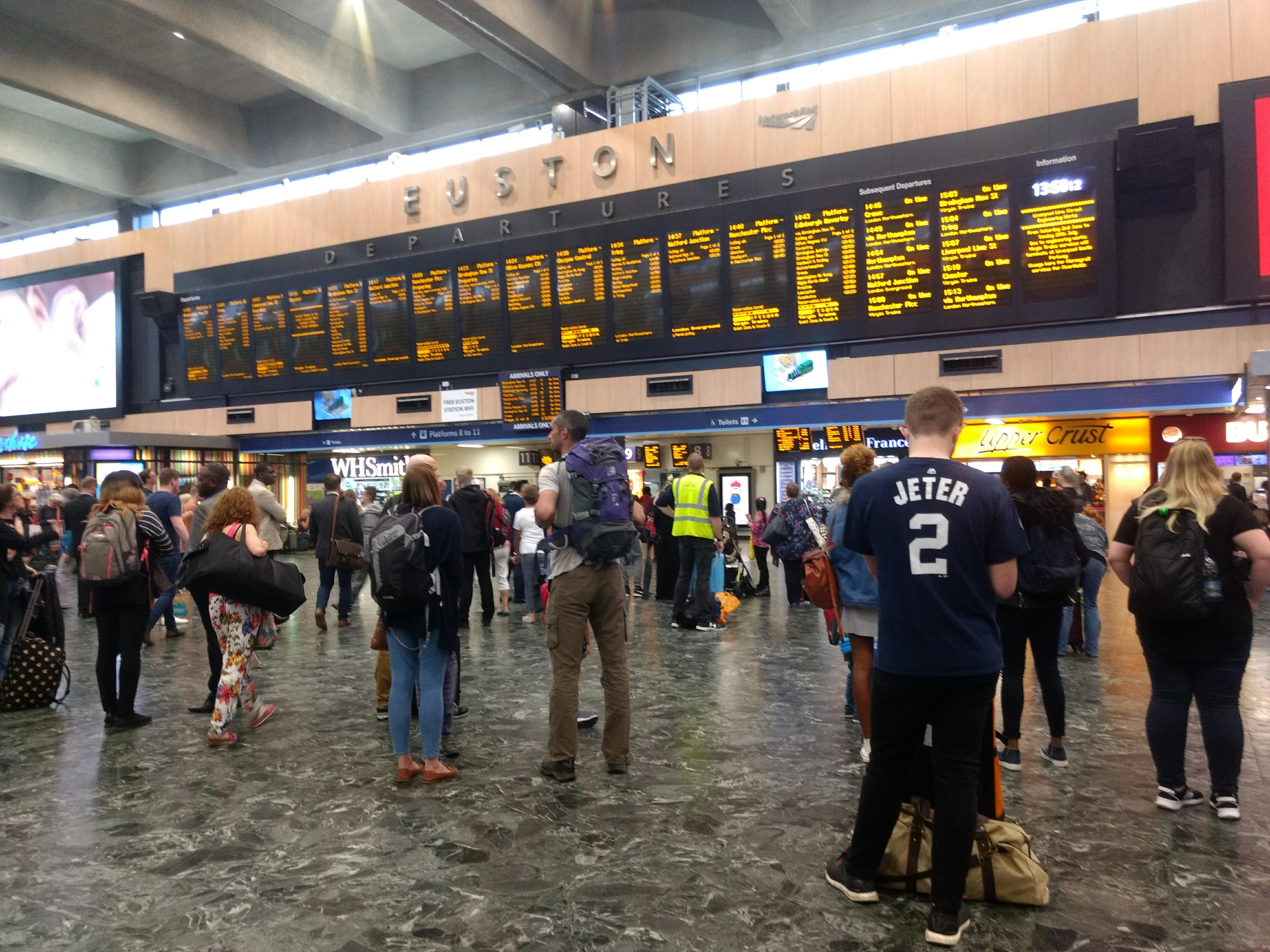
Panourile care afișează plecările, 2018

## Servicii
| Stația precedentă                                                                            |                   | London Overground                                                               |  | Stația următoare |
| -------------------------------------------------------------------------------------------- | ----------------- | ------------------------------------------------------------------------------- |  | ---------------- |
| South Hampsteadcătre Watford Junction                                                        |                   | Linia Watford DC                                                                |  | Terminus         |
|                                                                                              | National Rail     |                                                                                 |  |                  |
| Watford Junction                                                                             |                   | Caledonian Sleeper Lowland Caledonian Sleeper                                   |  | Terminus         |
| Crewe                                                                                        |                   | Caledonian Sleeper Highland Caledonian Sleeper (southbound)                     |  | Terminus         |
| Watford Junction                                                                             |                   | Caledonian Sleeper Highland Caledonian Sleeper (northbound)                     |  | Terminus         |
| Watford Junction sau Milton Keynes Central                                                   |                   | London Northwestern Railway London – Crewe                                      |  | Terminus         |
| Harrow & Wealdstone sau Watford Junction sau Leighton Buzzard                                |                   | London Northwestern Railway London-Milton Keynes Central/Northampton/Birmingham |  | Terminus         |
| Harrow & Wealdstone sau Wembley Central sau Watford Junction                                 |                   | London Northwestern Railway London Euston-Tring                                 |  | Terminus         |
| Watford Junction sau Milton Keynes Central sau Coventry sau Rugby                            |                   | Avanti West Coast WCML London-West Midlands                                     |  | Terminus         |
| Watford Junction sau Rugby                                                                   |                   | Avanti West Coast WCML London – Shrewsbury                                      |  | Terminus         |
| Rugby                                                                                        |                   | Avanti West Coast WCML London – Blackpool                                       |  | Terminus         |
| Milton Keynes Central sau Nuneaton                                                           |                   | Avanti West Coast WCML London – Chester/North Wales/Holyhead for Dublin         |  | Terminus         |
| Watford Junction sau Milton Keynes Central sau Stafford sau Crewe sau Runcorn                |                   | Avanti West Coast WCML London – Liverpool                                       |  | Terminus         |
| Watford Junction sau Milton Keynes Central sau Stafford sau Stoke-on-Trent sau Crewe         |                   | Avanti West Coast WCML London – Manchester                                      |  | Terminus         |
| Watford Junction sau Milton Keynes Central sau Stafford sau Crewe                            |                   | Avanti West Coast WCML London-Crewe                                             |  | Terminus         |
| Watford Junction sau Milton Keynes Central sau Tamworth sau Warrington Bank Quay sau Preston |                   | Avanti West Coast WCML London-Glasgow/North West                                |  | Terminus         |
| Milton Keynes Central sau Warrington Bank Quay                                               |                   | Avanti West Coast WCML London-Edinburgh                                         |  | Terminus         |
|                                                                                              | Servicii viitoare |                                                                                 |  |                  |
|                                                                                              | National Rail     |                                                                                 |  |                  |
| Old Oak Common                                                                               |                   | Avanti West Coast High Speed 2                                                  |  | Terminus         |
| Milton Keynes Central                                                                        |                   | Grand Central WCML London-Blackpool                                             |  | Terminus         |